# Onychiurus paolettii
Onychiurus paolettii is een springstaartensoort uit de familie van de Onychiuridae. De wetenschappelijke naam van de soort is voor het eerst geldig gepubliceerd in 1975 door Dallai.